# Condado de Hancock (Geórgia)
O Condado de Hancock é um dos 159 condados do Estado americano de Geórgia. A sede do condado é Sparta, e sua maior cidade é Sparta. O condado possui uma área de 1 240 km², uma população de 10 076 habitantes, e uma densidade populacional de 8 hab/km² (segundo o censo nacional de 2000). O condado foi fundado em 17 de dezembro de 1793.